# برينت أ. جونز
برينت أ. جونز هو سياسي أمريكي، ولد في 1963 في أوجي في الولايات المتحدة. نشط حزبياً في الحزب الجمهوري. وقد انتخب عضو المجلس النيابي لولاية نيفادا ‏.

## وصلات خارجية
- الموقع الرسمي